# Хуланицки, Барбара
Барбара Хуланицки (пол. Barbara Hulanicki, род. 8 декабря 1936 года в Варшаве) — британский модельер польского происхождения, получившая известность как основательница стильного дома моды «Biba». В 2012 году за достижения в области дизайна она была награждена королевой Елизаветой II Орденом Британской империи.

## Юность и начало карьеры
Её отцом был польский дипломат Витольд Хуланицки, ставший жертвой нападения еврейских националистов из сионистской организации «Ле́хи». Члены этой подпольной организации похитили и убили его в Иерусалиме в 1948 году, когда его дочери Барбаре было 12 лет. После этого события семья переехала в Брайтон, Англия. Здесь Барбара Хуланицки получила образование. После окончания Академии изящных искусств в Брайтоне (ныне Брайтонский университет), Хуланицки выиграла конкурс пляжной одежды, организованный London Evening Standard в 1955 году.
Свою деятельность в мире моды она начала с создания эскизов модных нарядов за свой счёт для различных модных журналов, таких как «Vogue», «Tatler» и «Women’s Wear Daily».

## Торговая марка «Biba»

### Новый бизнес
В 1963 году Барбара вместе со своим мужем Стивеном Фитц-Саймоном основала компанию доставки «Biba», клиентами которой должны были стать молодые женщины. Раньше купить такую модную одежду за пределами Лондона было невозможно. Компания была завалена заказами на платье без рукавов в клетку из хлопка, которое затем появилось в «Daily Mirror». Новый продукт Хуланицки, благодаря сочетанию доступной цены (25 шиллингов — около 23 фунтов стерлингов на сегодняшний день) и модного стиля, завоевал признание молодых женщин, которые не хотели одеваться, как их матери. Год спустя первый магазин Biba был открыт на 87 Abingdon Road в лондонском Кенсингтоне, предлагая модную, привлекательную, дешёвую, высококачественную одежду и аксессуары.

### Популярность
В 1966 году Хуланицки перенесла «Biba» в здание на Кенсингтон-Черч-стрит, 19–21, и оно стало центром для всех, кто интересуется модными лондонскими тенденциями. В магазине появлялись Брижит Бардо, а также Миа Фэрроу вместе со своим тогдашним мужем Фрэнком Синатрой. Благодаря лучшему расположению, возвышенной, уникальной атмосфере и богатому декору в стилях ар-нуво и ар-деко, бутик стал популярным местом для покупок. Ведущий музыкального телешоу Ready Steady Go! Кэти Макгоуэн, открыв для себя бренд, была предвестником СМИ в продвижении продуктов Барбары, нося свою одежду на телевидении, а также восхищаясь ими в присутствии звёзд музыкальной сцены, в том числе Силлы Блэк. В юности Анна Винтур вошла в мир моды как продавщица модного дома «Biba». Магазин Хуланицки стал излюбленным местом встреч и покупок артистов — кинозвёзд и рок-музыкантов, таких как Мик Джаггер, Дэвид Боуи и Марианна Фейтфулл.

### Конец бренда
Конец популярности компании «Biba» был столь же впечатляющим, как и появление бренда на британском рынке. На рубеже 1975/1976 годов ослабление и ухудшение положения компании, продолжавшееся несколько месяцев, закончилось исчезновением бренда с рынка. Причиной прекращения деятельности «Biba» стала потеря Барбарой контроля над магазином одной из самых влиятельных девелоперских и инвестиционных компаний Великобритании — British Land.

## Дальнейшая карьера
После закрытия «Biba» Хуланицки продолжала работать в мире моды, занимаясь дизайном для таких компаний, как Fiorucci и Cacharel. В 1980–1992 годах разработала коллекцию детской одежды Minirock, предназначенную для японского рынка. В настоящее время живёт в Майами, Флорида, занимается дизайном интерьеров, в том числе для отелей на Ямайке и Багамах для Chris Blackwell's Island Outpost Group. В 2006 году Хуланицки разработала обои для европейской сети розничных магазинов «Habitat», предлагающих предметы домашнего обихода. Она также является автором дизайна обоев в стиле модерн для компании «Graham & Brown», производящей материалы для отделки стен. Барбара также вышла на индийский рынок со своей коллекцией модных вещей и предметов домашнего обихода.
Британская розничная сеть Topshop, открывшая новый магазин в Нью-Йорке в апреле 2009 года, в том же месяце запустила коллекцию, основанную на выкройках Хуланицки.
Выставка эскизов Хуланицки в одной из лондонских галерей привлекла внимание покупателей из сети «Topshop», в результате в последнюю коллекцию этой сети вошли воздушные шифоновые платья и блузки, напоминающие оригинальный стиль «Biba». Кроме того, были очень популярны трикотажные изделия с выкройками по оригинальным эскизам Барбары, купальники бикини и короткий замшевый жакет. Эта коллекция была очень популярна. В то же время на рынок вышла сумочка в стиле модерн, разработанная Хуланицки для компании Coccinelle. Это вторая коллекция сумок итальянского бренда, предназначенная для весенне-летнего сезона.
В 2009 году Хуланицки так охарактеризовала ситуацию на рынке дизайна: «В наши дни нет большой разницы по сравнению с 1970-ми годами, хотя сейчас выбор шире».
Хуланицки получила звание почётного доктора Университета Хериота-Уатта в 2010 году
В 2012 году во время новогодней церемонии Хуланицки была награждена Офицерским орденом Британской Империи (OBE) за достижения в области дизайна.

## Личная жизнь
Родителями Барбары были Виктория и Витольд Хуланицки. От этого брака, кроме Барбары, родились Беатрис (1938 г.р.) и Бирута «Биба» (1942 г.р.). Крёстным отцом Барбары был Эдвард Рыдз-Смиглы.
На рубеже ХХ и XXI веков Барбара переехала в Майами.